# Oligacanthorhynchus compressus
Oligacanthorhynchus compressus är en hakmaskart som först beskrevs av Rudolphi 1802.  Oligacanthorhynchus compressus ingår i släktet Oligacanthorhynchus och familjen Oligacanthorhynchidae. Inga underarter finns listade i Catalogue of Life.